# 59470 Paveltoufar
59470 Paveltoufar este o planetă minoră (asteroid), cu un diametru de 2,445 km, din centura de asteroizi. A fost descoperită pe 17 aprilie 1999 la Ondřejovská hvězdárna⁠(d) de Petr Pravec⁠(d) și a fost numită după Pavel Toufar⁠(d). 
Obiectul prezintă o orbită caracterizată de o semiaxă mare de 2,5725260241758 UAi, o excentricitate de 0,01855155340379, o înclinație de 3,6177752540055 ° în raport cu ecliptica.